# Timm N2T Tutor
Le Timm N2T Tutor est un avion militaire d'entraînement américain ayant servi uniquement dans l'US Navy durant la Seconde Guerre mondiale. Il fut un des premiers avions construits en série faisant massivement appel aux matières plastiques.

## Historique

### Développement
C'est dans le courant de l'année 1940 que l'entreprise aéronautique californienne Timm Aircraft Company (en) se lança dans le développement d'un biplace de tourisme et d'entraînement destiné au marché civil. Il s'agissait d'un avion réellement novateur pour l'époque car faisant appel à une technique d'usinage encore inédite alors : le travail d'une structure en contreplaqué recouverte d'une couche de plastique. Celle-ci assurait donc une meilleure protection à l'avion vis-à-vis des intempéries.
Le nouvel avion fut désigné Timm S.160K. Il réalisa son premier vol le 2 avril 1941. 
Dès le mois de juin suivant le Timm S.160K fut commercialisé avec un moteur Kinner R-5 développant 160 chevaux. Des exemplaires furent vendus à des clients à travers tout le territoire des États-Unis et jusqu'au Canada.
En janvier 1943 l'aéronavale américaine passa commande pour deux prototypes d'une version militaire du S.160K désignée XN2T. Par rapport à la version civile d'origine celui-ci était plus lourdement motorisé, avec un Continental R-670 d'une puissance cette fois de 223 chevaux. Pour le reste le nouvel avion reprenait strictement les lignes de son prédécesseur. Dès le mois de mars 1943 il fut décidé de commandé 260 exemplaires de série de l'avion sous la désignation de Timm N2T Tutor.
Le premier exemplaire de série sortit des chaînes d'assemblage au début du mois de juin 1943.

### Utilisation opérationnelle
Le Timm N2T Tutor fut le principal avion d'entraînement initial et de sélection des futurs pilotes de l'aéronavale américaine sur la côte-Ouest durant les deux dernières années de la Seconde Guerre mondiale. Sur la côte-Est les futurs pilotes se formaient sur Ryan NR, un avion assez similaire au N2T.
À l'instar de nombreux autres avions d'entraînement de l'US Navy les Timm N2T Tutor étaient revêtus d'une livrée uniformément jaune.
Les Timm N2T Tutor furent retirés du service, comme nombre d'autres avions militaires de l'époque, après le retour de la paix à la suite de la capitulation du Japon en août 1945. 

### Service après-guerre
Outre les S.160K qui avaient continué de voler durant la guerre plusieurs dizaines de Timm N2T Tutor furent revendus après-guerre sur le marché civil pour servir d'avions de tourisme, d'entraînement civil, ou encore au remorquage de planeurs.
Le 15 septembre 1951 un N2T civil s'écrasa lors d'un meeting aérien dans le Colorado, causant la mort de son pilote et de dix-neuf spectateurs.

## Aspects techniques

### Description
Le Timm N2T Tutor se présente sous la forme d'un monoplan à aile basse cantilever de construction mixte faite de contreplaqué, plastique, et métal. Il est propulsé par un moteur en étoile Continental R-670-4 d'une puissance de 223 chevaux entraînement un hélice bipale en bois. Ce moteur est dénué de capotage de protection. L'avion dispose d'un train d'atterrissage classique fixe et d'une roulette de queue. Son équipage prend place à bord d'un cockpit biplace en tandem à l'air libre.

### Versions
- Timm S.160K : Désignation de la version civile d'origine construite à hauteur de 45 exemplaires dont un prototype.
- Timm N2T Tutor : Désignation générique de la version militaire du S.160K.
  - Timm XN2T : Désignation des deux prototypes.
  - Timm N2T-1 Tutor : Désignation militaire des aéronefs de série.

## Préservation
- Le Timm N2T Tutor porteur du numéro de série 312, préservé au National Museum of Naval Aviation de Pensacola en Floride[3].
- Le Timm N2T Tutor porteur du numéro de série 360, préservé à l'Air Zoo de Kalamazoo dans le Michigan[4].

## Remarques
Durant la Seconde Guerre mondiale un autre avion d'entraînement militaire eut une homonymie avec le Timm N2T Tutor. Il s'agissait du biplan britannique Avro Tutor.

## Sources et références

### Sources bibliographiques
- (en) David Mondey, American aircraft of World War II, Londres, Chancellor Press, 1999 (1re éd. 1982), 256 p. (ISBN 978-1-851-52706-9, OCLC 676715992)
- Michel Marmin (réd. en chef), Jean-Claude Bernar (dir.) et Marion Mabboux (resp. d'éd.), Encyclopédie "Toute l'aviation", Lausanne, Editions Atlas, 1993, 15 vol. (ISBN 978-2-731-21326-3, 978-2-731-21344-7 et 978-2-731-21345-4, OCLC 715773689).
- Jacques Legrand (dir.), Chronique de l'aviation, Paris, Éditions Chronique, 1991, 1008 p. (ISBN 978-2-905-96951-4, OCLC 495303512).
- Bill Gunston et Claude Dovaz (adapt. française), L'Aviation de combat, Paris, Gründ, 1985, 79 p. (ISBN 978-2-700-06409-4, OCLC 461977010).